# Simon M. Veronika
Simon M. Veronika (Csetény, 1952. január 8. –), művésznevén SIMONE, magyar grafikus és festőművész.

## Tanulmányai
Középiskolai tanulmányait a Reguly Antal Gimnáziumban végezte Zircen és Móron 1969 és 1973 között. 1982-től a Közgazdaságtudományi Egyetemen tanult, majd ugyanott 1984-től árszakértő szakon. 1990-ben művészeti alkotások becslő és elemző tanfolyamát végezte el a fővárosban. 1997-től a Szőnyi István Művészeti Akadémia festő szakán tanult Zebegényben. 1999-től az A.A.W. amerikai grafikai kurzus hallgatója volt Budapesten, majd 2006-tól a Leonardo Művész Akadémián Salzburgban, ahol 2009-ben végzett Kunst Meister szakon.

## Életpályája
1968-tól 1987-ig a székesfehérvári Videoton előadója, majd egyik csoportvezetője volt. 1988 és 1992 között egyéni vállalkozóként dolgozott. 1993 óta festőművészettel foglalkozik (Derkovits Kör Székesfehérvár; Zilachy Stúdió Budapest). A Cserhát Művész Kör művészeti vezetője. 12 művészkörben dolgozik rendszeresen.
1998-tól a magyaralmási, a sárosdi, a bajóti, a nánai és kisgyőri nyári alkotótáborok festőrészlegét, 2000-től az „SMV 2000 Festőtanodát” irányítja Székesfehérváron, koordinálja az országos „Egy mindért mind egyért” művészformáció működését, illetve a Cserhát Művész Kör  székesfehérvári tagozatának vezetőjeként a "Székesfehérvárért Nemzetközi Művészkört".  A Mesterek és tanítványaik országos kiállítás sorozat elindítója, rendszeresen nyitja meg tanítványai kiállítását.
2002-ben a móri Brindisi Szent Lőrinc Borrend lovagja, majd 2009-től nagykövete lett. Elnyerte a Szent Lőrinc és a Pro Vino érdemérmet a móri borrendtől, illetve a Magyarországi Borrendek Országos Szövetségétől. 2008-ban és 2009-ben a székesfehérvári Noé-hegyi Szent István és a marcelházi Szent Imre Herceg Borrend tagja, hírvivője, 2010-ben pedig a Szent Vince Borrend hírvivő lovagja. 
2005-ben lovaggá ütötték a Történelmi Szent Lázár Katonai és Ispotályos Lovagrend avatásán a Páduai Szent Antal templomban. 2006-ban tiszti rangot kapott, 2009-ben pedig főparancsnokká avatta Vittorio Galappini, Málta nagyhercege, a Lovagrend nemzetközi grand vikáriusa. Itt a Szent Erzsébet Kommenda parancsnokává nevezték ki. Megfestette a lovagrend védőszentjeit: Szent István királyt, Szent Mártont, Szent Lázárt. Azóta az ő képei a rend hivatalosan elismert festményei. Megörökítette a 2006-ban váratlanul elhunyt Allan Inovius nagyperjelt, a rend nemzetközi vikáriusát. A Lovagrend spirituális vezetőjének, dr. Tempfli Józsefnek, mára nyugalmazott püspöknek több képet festett, és portréban örökítette meg. Ezen képek pl. Nagyváradon, a püspöki palotában láthatók.
Rendszeresen megörökíti a történelmi egyházak szentjeit, a boldogokat, a kiemelkedő egyéniségeket, ezért Magyarország Nagyasszonya érmet is kapott. Az USA-ban Bartók-képet és Kossuth-portrét adott át. Franciaországban, Németországban, Lengyelországban, a Felvidéken, Erdélyben is többször adott át képet. Rendszeresen  fest történelmi portrékat, kétszázötvennél is több közintézményben van képe elhelyezve, mintegy 550 kép. Több mint 10 főoltárképe van és Iliny valamint Szatmárhegy templomában a teljes templom képeit ő festette ( 17 kép). Rómában, a Vatikánban is adott át II. János Pál és XVI. Benedek pápákról készített portrét. Képsorozatot készített magyar írókról, költőkről.
2000 óta leginkább tanítással foglalkozik, valamint vezeti az általa alapított SMV 2000 Festőtanodát.

### Családja
Édesapja Simon Károly, édesanyja Mészáros Margit. Férjezett, három gyermeke és négy unokája van.

### Kutatási területe
Híres történelmi személyiségeink ábrázolása, régi mesterségek felkutatása.

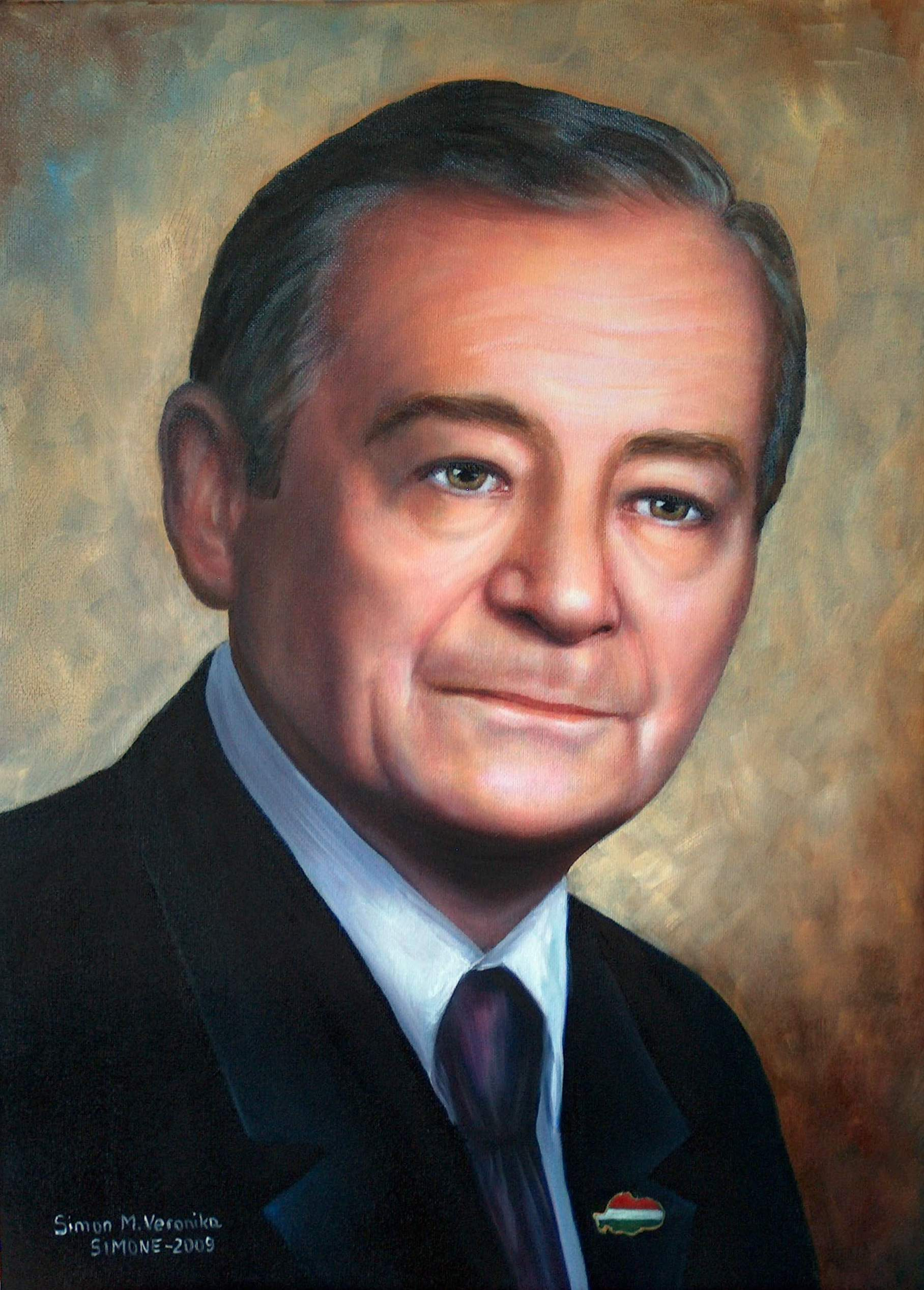
Gróf Vass Albert

## Munkái
Témaválasztása széles körű: portrék, életképek, csendéletek, meditatív gondolatok. Lírai realista, a természetelvű festészeti stílust követi, olajjal, pasztellel, homokkővel, tussal, szénnel és akrillal dolgozik.
Alkotásait sorozatokba rendezi: eddig közel 20 különböző témájú sorozatot kezdett el. Munkásságában kiemelkedő helyen szerepelnek a  nevezetes emberekről – költőkről, írókról, történelmi és egyházi személyekről – festett portréi, oltárképei és kötetillusztrációi. Mintegy 185 kötetet illusztrált.
Több mint 550 festményét (portrék, zsánerképek) helyezték el 19 ország közintézményeiben.
Kiállítóként is nagyon aktív, több mint 800 egyéni tárlaton mutatkozott be, ezzel magyar rekorder lett!
Magyarországon kívül 19 ország galériájában, többek között Párizsban, Londonban, New Yorkban, Washingtonban, Bécsben, Varsóban, Kölnben, Aachenben, Pozsonyban, Kairóban, valamint a környező országok városaiban: Nagyvárad, Kolozsvár, Gyergyószentmiklós, Nagyszalonta, Szatmárnémeti, Révkomárom, Galánta, Párkány, Nána, Léva.

## Közösségi terekben látható grafikái és festményei
- Litér, Hétvezér Étterem Galériája ( 8196 Litér, Lehel u. 20 ) :  A hét vezér (grafikák, kézimerítésű papíron).
- Székesfehérvár, Platán Hotel ebédlője és Ország alma terme (8000 Székesfehérvár, Gyümölcs u. 28.) Reneszánsz sorozat (tus, pác, kézimerítésű papíron).
- Budapest, Zila Kávéház, Téli kertjében. (Budapest, Üllői u. 452.) : Tájképek, csendéletek, (olajképek)
- Csetényi Tájház, (8417 Csetény, Petőfi u. 135.  ) : Régi mesterségek (olajképek)[2]
- Vámbéri Általános Iskola (8417 Csetény, Rákóczi u. 22 ) Tájképek, csendéletek (9 kép)
- Le Roy Cafe (4029 Debrecen, Csapó u. 30. Fórum bevásárló központ), modern képek (6 kép)
- Gödöllő, Idősek Otthona (2100 Gödöllő, Dózsa György út 65.), Tájkép (3 db), Gyűjteményemből (48 kép)
- Egyek, Tárkányi Béla Közösségi Terem (4069 Egyek, Fő tér 26.) Tájképek, csendéletek ( 9 kép)
- Tiszacsege, Református Egyházközség (4066 Tiszacsege Fő u. 36.) Tájképek, csendéletek (20 kép)
- Kisgyőr, Faluház, (3556 Kisgyőr, Dózsa György utca 27.) tájkép, Csendélet, portré, tájkép (8 kép)
- Zirc, Szent Bernát Idősek Otthona ( 8420 Zirc, Köztársaság u. 2. ) Tájképek , csendéletek. ( 15 kép)
- Mór, Brindisi Szent Lőrinc Borrend Lovagterme, Védőszentek, (8 kép)
- Iliny ( 2675 Kossuth út, Nógrád megye) Művelődési Ház, tájképek, csendéletek (16 kép)
- Ácsteszér, Táncsics Művelődési Ház és Könyvtár, Tájképek, csendéletek ( 16 kép)
- Bajmok ( Szerbia) Szent Trifun Borlovagrend (4 boros kép)
- Hajdúszoboszló, Református gyülekezeti Ház (4200 Kálvin tér 9.) tájképek, csendéletek (16 kép)
- Győr, Máltai Szeretetszolgálat (9010 Győr, Amádé L. utca 1.) Grafika, akvarell...stb (10 kép)
- Budapest, Krama Egészségközpont (1146 Bp. Thököly u.61.) gyógyító képek (10 kép)
- Fonyód, kulturális Központ Könyvtár (Fonyód, Ady u. 17.) Kötet címlap grafika + a kötetek (16 kép)
- Bakonyszombathely, Benedek Elek Iskola, (2884 Kossuth u.) tájkép, csendélet (16 kép)
- Törökbálint, Tüdőgyógyintézet (2045 Munkácsy u. 70.) tájképek, csendéletek, portrék (43 kép)
- Szolnok, Kórház, Máltai Szeretetszolgálat, Vöröskereszt, Mozgássérült..tájkép, csendé. (13 kép)
- Tokaj, Idősek Otthona ( Bodrogkeresztúri u. 52), Városháza (3910 Rákóczi u.54.) (43 kép)
- Mór, Möhlmann Ház (8060 Dózsa Gy. u. 11) boros képek kézi merítésű papírra (12 kép)
- Debrecen, Református Kistemplom, Le Roy Kafe, Katolikus Egyház Faraktár u. (28Dun kép)
- Pápa, Szent József plébánia, (8500  Külső Veszprémi u. 3. ) Oltárkép + táj, csendé. (12 kép)
- Szőlősgyörök, Önkormányzat, Óvoda, Paplak, tájkép, csendélet, életkép... (15 kép)
- Székesfehérvár, MPE (Tompa M. u. 5o.), Allergológiai Laboratórium (Fiskális 65.) (20 kép)
- Léva, Óvoda ( 93401 Léva Jesenského 41.), meseképek (5 kép)
- Marcalgergely, Polgármesteri Hivatal, (9534 Kossuth u. 52), portré, tájkép, csendélet (10 kép)
- Ózd, Idősek Otthona (3600 Szent István u.10.) portré, tájkép, csendélet (10 kép)
- Veszprém, 1 sz Idősek Otthona (Török Ignác u. 10.), Csolnoky Kórház (Kórház.u. 1) (17 kép)
- Dunaszerdahely, Academia Prima (Gastanovy rad 4164/1 929 01 Danajska Streda (30 kép)
- Sahy, Ipolyság, Városi Önkormányzat tulajdonában, tájképek (20 kép)
- Miskolc, Görömbölyi Művelődési Ház (Szolártsik tér), Gárdonyi Művelődési Ház Sütő u.), (9 kép)
- Pásztó, Könyvtár, (Nagymező u. ), Idősek Gondozási Központ, Általános Iskola, (49 kép)
- Budapest 15. ker Önkormányzat (1153 Bocskai u. 1-3) Modern 50x50 cm kép, (4 kép)
- Előszállás, Művelődési Ház és Könyvtár (2424 Balatoni u.31) tájkép, virág, modern (20 kép)
- Zichyújfalu, Református Általános Iskola (8112 Iskola u.4.) utazási képek, modern képek) 20 kép)

## Publikációi
- Délibáb művészeti folyóirat
- Kláris folyóirat
- Kláris antológiák (évente)
- Délibáb antológiák, (évente)
- Batsányi antológia Cserhát Művész Kör 2005.
- Szárnyaló Képzelet c. újság és antológia
- Székesfehérvárért Művészkör Lapja
- Attilától az Árpád-házi Szentekig antológia 2005.
- Nyerőlappal zarándokúton Amerikában antológia 2003.
- Egy festőművész kiállítja képeit antológia 2000.
- Dalok, megzenésített versek 2004.
- Simon, Mária, Veronika 2009.
- Húsz év életemből című A/4 méretű festményalbum jelenik meg festményeiről 2014

## Díjak, elismerések
Munkásságát számos díjjal ismerték el: Jubileumi Szent István-, Holló László-díj (2014), Batsányi-Cserhát Művészkör Munkácsy emlékdíja, Krúdy-érem, Pro Vino és Szent Lőrinc érdemérem, Cserhát Aranykéz-, AKIOSZ Aranyecset-díj, Cserhát Művész Kör: Csók István emlékdíjasa, Kunst Meister, Ácsteszér, a Cserhát, Csetény és IIiny diszpolgára.

## Külső hivatkozások
- simonveronika.gportal.hu Simon Mária Veronika privát oldala
- Artlists[halott link]
- http://simonmveronika.npage.D%5B%5D.
- http://freeportal.hu/batsanyi
- http://www.cserhat-muveszkor.hu Archiválva 2021. március 29-i dátummal a Wayback Machine-ben
- http://delibab-cserhat.hu/irodalom.html
- https://web.archive.org/web/20150205193030/http://www.jsaintlazarus.org/vezetok.html